# Papaver fugax
Papaver fugax är en vallmoväxtart som beskrevs av Jean Louis Marie Poiret. Papaver fugax ingår i släktet vallmor, och familjen vallmoväxter. Inga underarter finns listade i Catalogue of Life.

## Bildgalleri

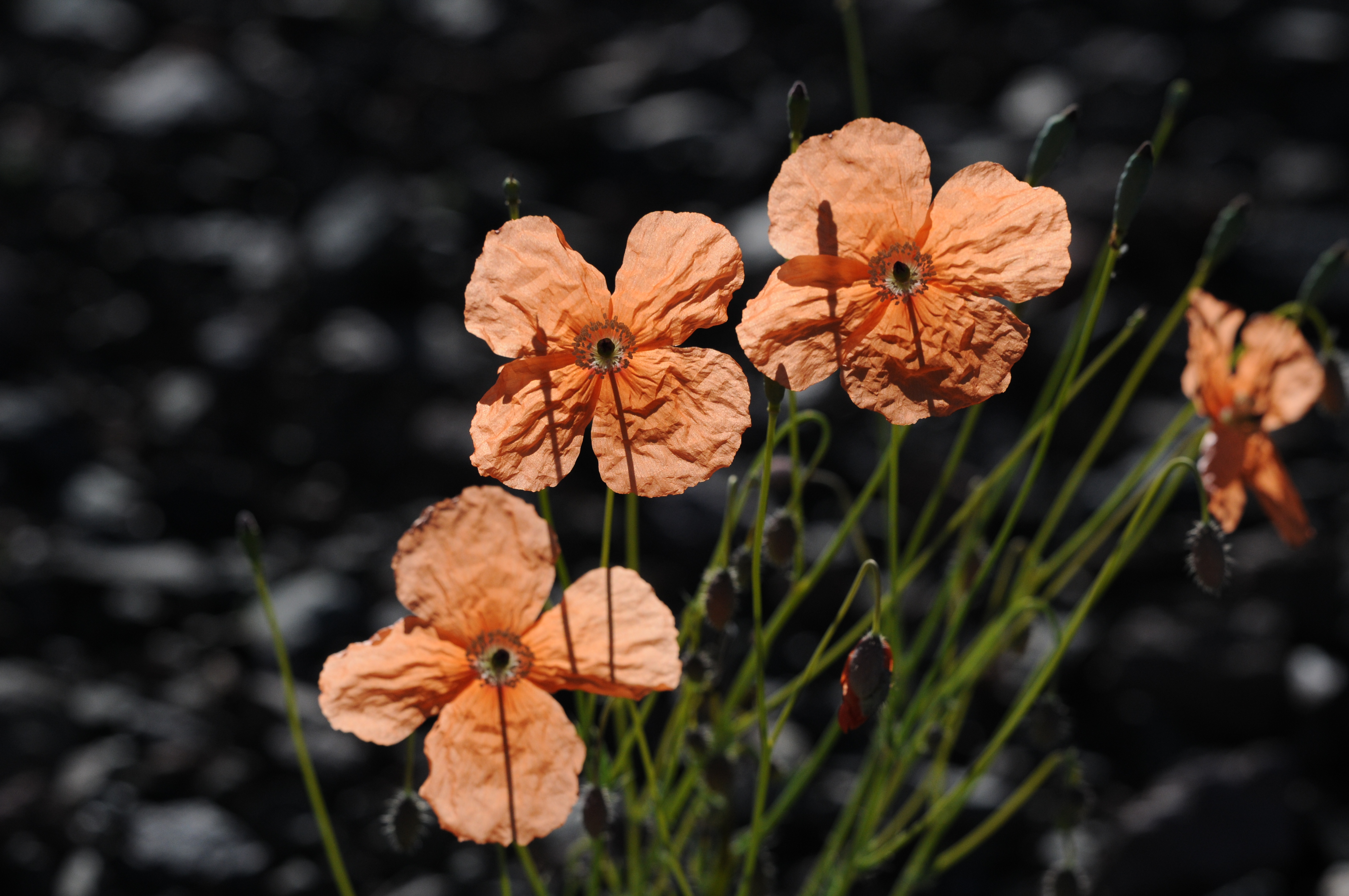
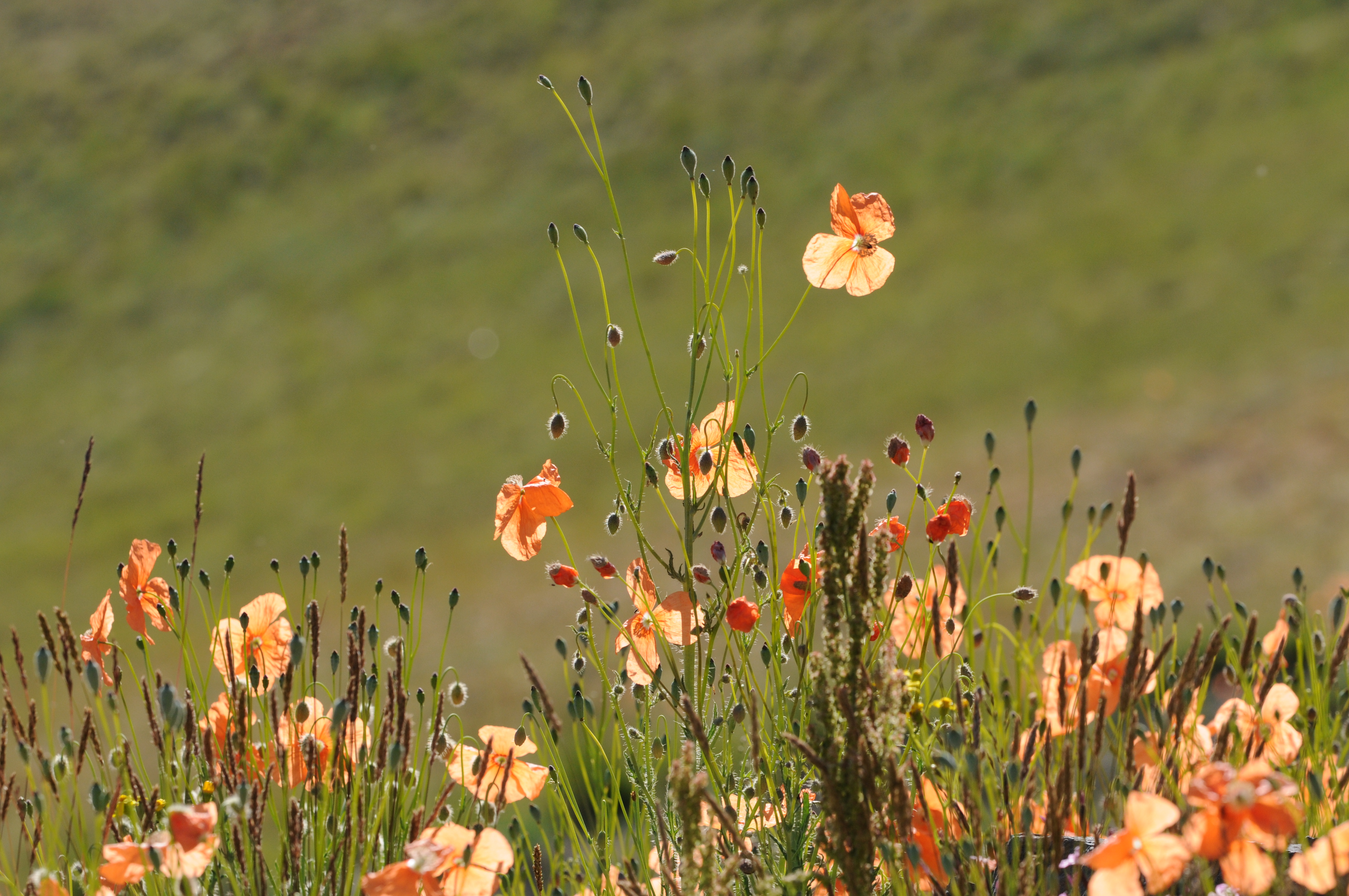
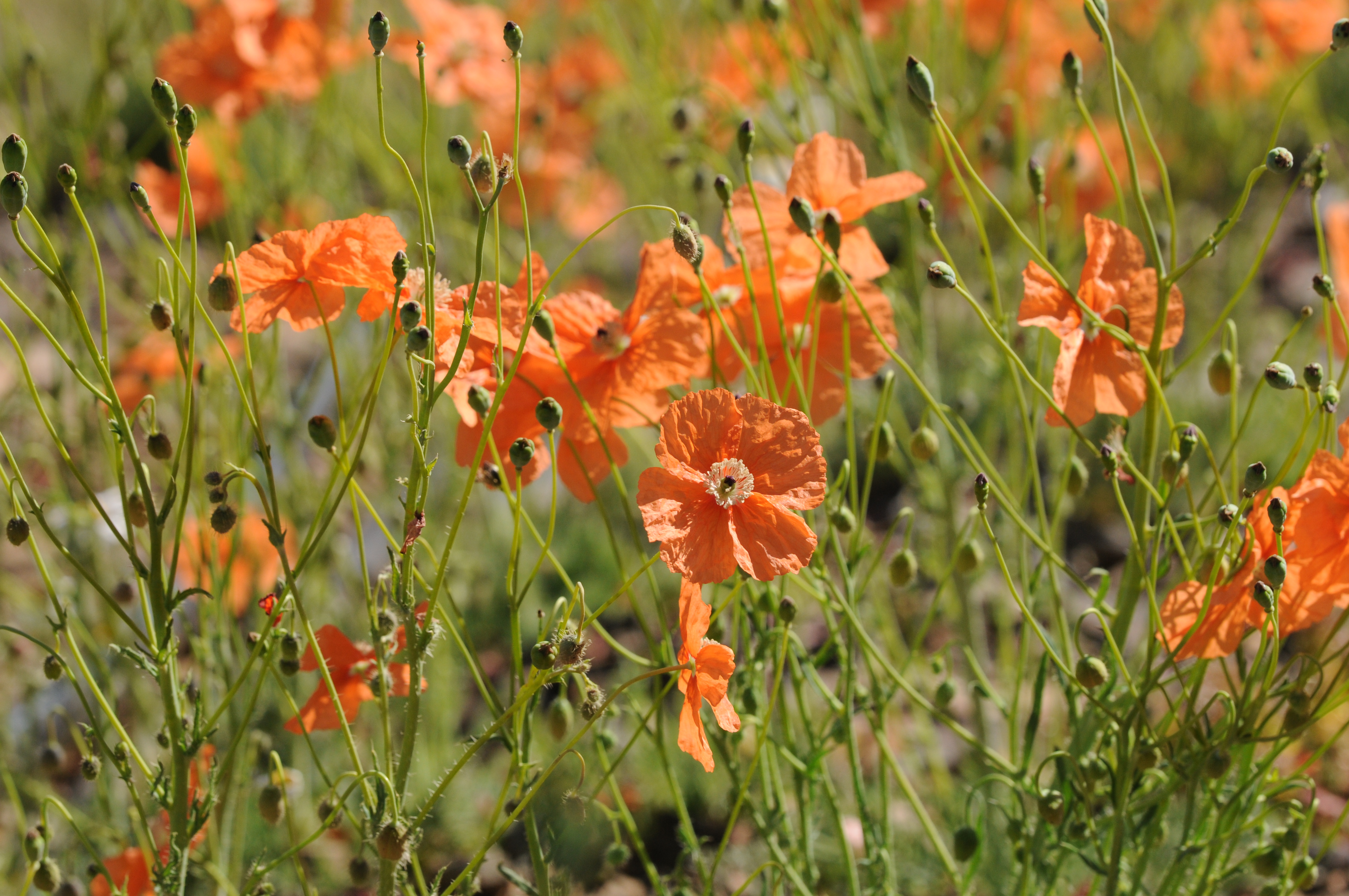